# Théodore-Adrien Sarr
Théodore-Adrien Sarr (nacido el 28 de noviembre de 1936) es un cardenal senegalés de la Iglesia católica. Actualmente se desempeña como arzobispo de Dakar, habiendo servido anteriormente como Obispo de Kaolack del 1974 al 2000, y fue elevado al cardenalato en 2007.

## Biografía

### Primeros años
Théodore-Adrien Sarr, nació en Fadiouth siendo sus padres Roger y Louise Sarr, como uno de los siete hijos (entre ellos dos hijos y cuatro hijas). Completó sus estudios secundarios en el seminario menor de Hann, donde recibió una licenciatura. Luego estudió filosofía y teología en el seminario mayor de Sébikhotane.
Fue ordenado al sacerdocio por el Arzobispo Hyacinthe Thiandoum el 28 de mayo de 1964, y amplió sus estudios en la Universidad de Dakar, de donde obtuvo su licenciatura en las lenguas clásicas de latín y griego.

### Trabajo pastoral
Hizo trabajo pastoral en la parroquia de Santa Teresa en Dakar, como ayudante de los grupos de Acción Católica. También se desempeñó como profesor en el Seminario Menor de N'Gasobil, más tarde como su superior, desde 1970 hasta 1974.

### Obispo
El 1 de julio de 1974, Sarr fue nombrado el segundo obispo de Kaolack por el papa Pablo VI. Recibió su consagración episcopal el 24 de noviembre del Arzobispo Thiandoum, con los Obispos Théophile Cadoux, y Agustín Sagna que sirvieron como co-consagrantes, en una ceremonia al aire libre en la gran plaza del Colegio de Pio XII, en Kaolack. Más tarde fue nombrado tercer arzobispo de Dakar, el 2 de junio de 2000 por el papa Juan Pablo II.
Además de sus funciones como arzobispo, también se desempeña como Presidente de la Conferencia Episcopal de Senegal, Mauritania, Cabo Verde y Guinea-Bissau, y el primer Vicepresidente del Simposio de las Conferencias Episcopales de África y Madagascar.

### Cardenal
El papa Benedicto XVI lo nombró cardenal de la Iglesia Santa Lucía en Piazza d'Armi en el Consistorio del 24 de noviembre de 2007. Será elegible para participar en los futuros cónclaves papales hasta llegar a la edad de 80 años, el 28 de noviembre de 2016. El 17 de enero de 2009 fue nombrado miembro del Consejo Pontificio de la Cultura por el Papa Benedicto XVI. (enlace roto disponible en Internet Archive; véase el historial, la primera versión y la última).

## Puntos de vista

### Aborto
El aborto, declaró, no es una práctica alentable. Señaló cómo los sacerdotes sinodales han afirmado que la vida debe ser respetada desde su inicio hasta su fin natural. Además, declaró que los agentes de pastoral en África deben tratar de ayudar a las mujeres con embarazos difíciles, y que no hay una salida a la maternidad difícil, por medio del aborto.

### preservativos
En 2009, el Cardenal Sarr defendió al papa en una polémica sobre la negativa a dar ningún tipo de autorización a los preservativos en la lucha contra el SIDA.